# Helíocles I de Bactriana
Helíocles I (grec antic: Ἡλιοκλῆς) fou rei de Bactriana conegut únicament per les seves monedes monolingües (les que són bilingües en grec per un costat i en ari per l'altre, correspondrien a Helíocles II que va regnar al sud de l'Hindu Kush). Va regnar vers 145 aC a 130 aC. Almenys la major part del seu regnat només va tenir autoritat al sud i sud-oest de Bactriana. Fou el darrer rei i derrotat per l'oest i per l'est i les invasions nòmades pel nord van acabar amb el regne que fou ocupat pels Yuezhi. Les excavacions a Ai-Khanum a l'Afganistan demostren que una vegada cremat l'establiment grec de Bàctria, els grecs ja no van retornar. Alguns historiadors pensen que va governar almenys un temps associat a Eucràtides I de Bactriana que potser era el seu pare; pels mateixos anys apareixen també Eucràtides II de Bactriana i Soter de Bactriana. Justí explica que Eucràtides I de Bactriana fou mort al camp de batalla (vers 145 aC) junt amb el seu fill associat al tron, que podria ser Eucràtides II o Helíocles I, però més probablement el primer. A les excavacions d'Ai-Khanum no s'han trobat monedes d'Eucràtides II, ni de Plató ni d'Helíocles I el que demostraria que es va produir una catàstrofe que va suposar l'incendi i destrucció del palau reial i va acabar amb la ciutat; aquesta catàstrofe fou sens dubte la invasió dels pobles nòmades de les estepes (moviment que esmente les fonts xineses), que primer van ocupar els territoris al nord de l'Oxus o sigui la Sogdiana (tal com demostren les excavacions a Kunduz) i després van passar més al sud (excavacions d'Ai-Khanum). El 129 aC la conquesta, quan hi va arribar un ambaixador xinès de nom Zhang Qian, s'havia completat i els nòmades encunyaven monedes imitant als seus predecessors.